# Rusłan Kisil
Rusłan Serhijowycz Kisil, ukr. Руслан Сергійович Кісіль (ur. 23 października 1991 w miasteczku Nowodonieckie, w obwodzie donieckim) – ukraiński piłkarz, grający na pozycji pomocnika.

## Kariera piłkarska

### Kariera klubowa
Wychowanek klubów Olimpik Donieck Szachtar Donieck, barwy których bronił w juniorskich mistrzostwach Ukrainy (DJuFL). 16 maja 2008 rozpoczął karierę piłkarską w trzeciej drużynie Szachtara. Latem 2012 przeszedł do Illicziwca Mariupol. W 2014 został piłkarzem Desny Czernihów, ale po roku wrócił do Illicziwca. 11 stycznia 2018 zasilił skład Olimpiku Donieck. W końcu maja 2018 za obopólną zgodą anulował kontrakt z donieckim klubem. 25 czerwca 2018 został ponownie piłkarzem Desny Czernihów, ale już 1 września opuścił klub. 4 października 2018 zasilił skład Kołosu Kowaliwka. 2 lipca 2019 podpisał kontrakt z Bałtiką Kaliningrad.